# 虞山詩派
虞山诗派是明末清初诗坛的一個重要流派。

## 历史
虞山是指常熟虞山，最早是錢謙益所創始，宗法李商隱，虞山詩派即多有對李詩進行箋注之舉。虞山诗派與云间诗派与娄东诗派合稱清初三大派。王士祯《分甘余话》云：“明末暨国初歌行，约有三派：虞山源于少陵，时与苏近；大樽源于东川，参以大复；娄江源于元白，工丽时而过之。”冯舒和冯班兄弟是虞山派的中坚，冯班作诗，亦宗法李商隐，力求锤炼藻丽。